# Baltimore-Washington metropolitan area

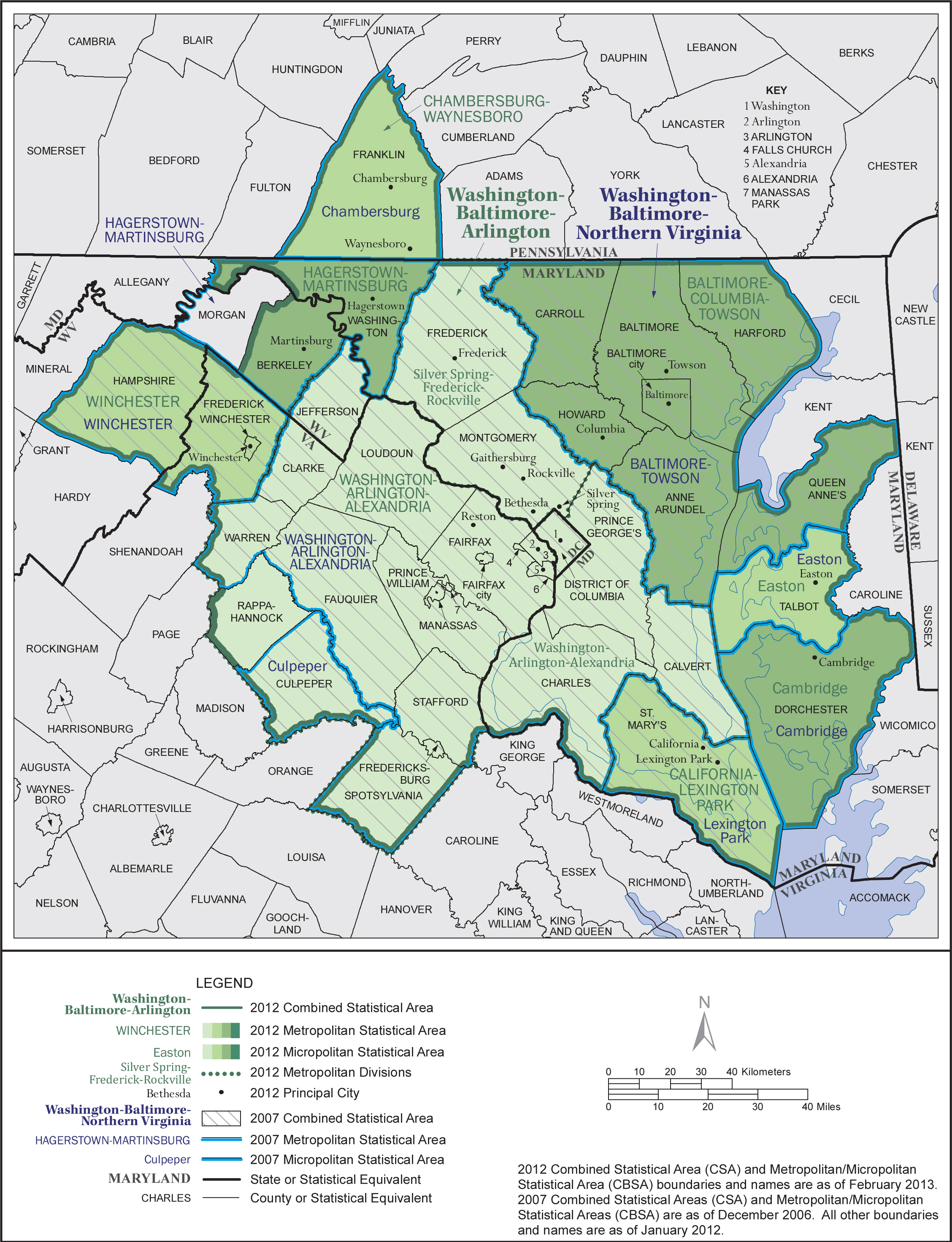
Karta över Washington och Baltimores storstadsområde enligt OMB:s definition.

Baltimore-Washington metropolitan area, även kallat Washington-Baltimore–Northern Virginia, DC–MD–VA–WV combined statistical area, storstadsregion i USA omfattande Baltimore och Washington DC med förorter och omgivande städer. 
8 924 087 invånare (2010), varav 2 710 489 invånare (2010) i Baltimore metropolitan area (även kallat Baltimore–Columbia–Towson metropolitan statistical area eller Central Maryland) och 5 582 170 invånare (2010) i Washington metropolitan area (även kallat Washington–Arlington–Alexandria, DC–VA–MD–WV metropolitan statistical area). 

## Områden
I storstadsområdet Greater Washington Combined Statistical Area räknas följande områden in:

- District of Columbia
- Maryland
  - Anne Arundel County
  - Baltimore
  - Baltimore County
  - Calvert County
  - Carroll County
  - Charles County
  - Frederick County
  - Harford County
  - Howard County
  - Montgomery County
  - Prince George's County
  - Queen Anne's County
  - St. Mary's County
  - Talbot County
- Pennsylvania
  - Franklin County
- Virginia
  - Alexandria
  - Arlington County
  - Clarke County
  - Culpeper County
  - Fairfax
  - Fairfax County
  - Falls Church
  - Fauquier County
  - Frederick County
  - Fredericksburg
  - Loudoun County
  - Madison County
  - Manassas
  - Manassas Park
  - Prince William County
  - Rappahannock County
  - Spotsylvania County
  - Stafford County
  - Warren County
  - Winchester
- West Virginia
  - Berkeley County
  - Hampshire County
  - Jefferson County
  - Morgan County